# Шатрія
Шатрія (лит. Šatrija,  по-жмудські: Šatrėjė), археологічна номенклатура лит. Pašatrijos piliakalnis su gyvenviete або лит. Luokės piliakalnis (Список пам'яток культури Литовської Республіки №AR1199) — курган в  Тельшяйському районі, за 2,7 км на південний схід від селища Луоке, на Жемайтській височині. Раніше на горі стояв дерев'яний замок.

## Курган
Курган розташований на одному з найвищих пагорбів  Жемайтії (висота — 228,7 м). Шатрія займає перше місце в Литві по відносній висоті, підносячись над околицями приблизно на 50 метрів. Інші великі гори можна побачити з пагорба — Медвегайліс, Гіргждуте, Матерайтис, Спруде, вежі кафедрального собору в Тельшяї. На пагорбі є вівтар. Околиці Шатриї відносяться до однойменного заказнику площею 813 га.
Західні і східні схили кургану дуже круті, висотою понад 25 м. Вершина ділянки овальна, розміром 60×60 м.

## Дослідження
У 1835 на кургані проводили розкопки. Згідно з археологічними знахідками, поселення на Шатрії існувало ще в VI—X століттях. На пагорбі знайдені археологічні знахідки: спалені гробниці, похоронні урни, чашки, подвійні камені, прикраси з бурштину і скла, кам'яні сокири. На вершина пагорба у XIV ст. стояли дерев'яні укріплення, а люди жили на схилах з II століття. Курган міг бути одним з найважливіших центрів віри язичників, зруйнованих впровадженням християнства. У середні століття навіть була спроба перейменувати пагорб на гору св. Юозаса, але ця назва не збереглася.

## Легенди
Кажуть, що всі жемайтські відьми тривалий час перебували на пагорбі. У білоруській міфології ця гора знаменита тим, що на неї, за народними повір'ями, на Купальську ніч зліталися відьми зі всієї Литви. На Шатрії труна Альціса. Поблизу неї чарівниця Явсперита пригощала весь відьомський шабаш. Назва гори, очевидно, пов'язана з лит. šаtгіjа «відьма», хоча останнє слово може походити від цього мікротопоніму.

## Культура
Щороку, у третю суботу липня, на Шатрії збираються прихильники неоязичництва на святі Габії (з литовської міфології: богиня, яка підтримує Священний Вогонь).